# Heinz Janisch
Heinz Janisch (Güssing, 1960) è uno scrittore e giornalista austriaco.

## Biografia
Si è diplomato al liceo nel 1978 per poi studiare filologia tedesca all'Università di Vienna. 
Dal 1982 lavora per l' Österreichischer Rundfunk.
Dal 1989 Janisch è diventato scrittore. 
Le sue opere includono libri per bambini, per i quali ha ottenuto numerosi premi, poesie, ma anche spettacoli teatrali e sceneggiature di film. 
In particolare, ha vinto dodici volte il Premio del libro per ragazzi della Città di Vienna tra il 1995 e il 2011, il Premio Bologna Ragazzi nel 2006, e il Premio nazionale austriaco di letteratura per l'infanzia, Premio statale austriaco per la letteratura per bambini e ragazzi , cinque volte tra il 2007 e il 2011. 2012. 
Nel 2020 ha ricevuto un premio alla carriera, il Gran Premio dell'Accademia tedesca per la letteratura per bambini e giovani.
È stato nominato nel 2022 per il Premio Hans Christian Andersen, per poi vincerlo nel 2024.
Lo stesso anno ha ricevuto il premio Christine Nöstlinger.